# Trichonta major
Trichonta major är en tvåvingeart som beskrevs av Freeman 1951. Trichonta major ingår i släktet Trichonta och familjen svampmyggor. Inga underarter finns listade i Catalogue of Life.